# Janville (Eure i Loir)
Janville és un antic municipi francès, situat al departament de l'Eure i Loir i a la regió de Centre – Vall del Loira. L'1 de gener de 2019 esdevé un municipi delegat, al si del municipi nou Janville-en-Beauce. L'any 2007 tenia 1.773 habitants.

## Demografia

### Població
El 2007 la població de fet de Janville era de 1.773 persones. Hi havia 682 famílies, de les quals 196 eren unipersonals (96 homes vivint sols i 100 dones vivint soles), 207 parelles sense fills, 243 parelles amb fills i 36 famílies monoparentals amb fills.
La població ha evolucionat segons el següent gràfic:
Habitants censats

### Habitatges
El 2007 hi havia 776 habitatges, 699 eren l'habitatge principal de la família, 32 eren segones residències i 45 estaven desocupats. 576 eren cases i 198 eren apartaments. Dels 699 habitatges principals, 441 estaven ocupats pels seus propietaris, 237 estaven llogats i ocupats pels llogaters i 21 estaven cedits a títol gratuït; 13 tenien una cambra, 66 en tenien dues, 114 en tenien tres, 171 en tenien quatre i 335 en tenien cinc o més. 449 habitatges disposaven pel capbaix d'una plaça de pàrquing. A 365 habitatges hi havia un automòbil i a 228 n'hi havia dos o més.

### Piràmide de població
La piràmide de població per edats i sexe el 2009 era:
| Homes | Edats   | Dones |
| ----- | ------- | ----- |
| 0     | 95 o +  | 9     |
| 4     | 90 a 94 | 20    |
| 13    | 85 a 89 | 28    |
| 11    | 80 a 84 | 21    |
| 51    | 75 a 79 | 57    |
| 53    | 70 a 74 | 54    |
| 24    | 65 a 69 | 49    |
| 36    | 60 a 64 | 25    |
| 26    | 55 a 59 | 28    |
| 66    | 50 a 54 | 63    |
| 47    | 45 a 49 | 49    |
| 46    | 40 a 44 | 57    |
| 65    | 35 a 39 | 48    |
| 66    | 30 a 34 | 60    |
| 78    | 25 a 29 | 50    |
| 51    | 20 a 24 | 59    |
| 62    | 15 a 19 | 33    |
| 53    | 10 a 14 | 44    |
| 53    | 5 a 9   | 50    |
| 35    | 0 a 4   | 47    |

## Economia
El 2007 la població en edat de treballar era de 1.040 persones, 797 eren actives i 243 eren inactives. De les 797 persones actives 712 estaven ocupades (397 homes i 315 dones) i 85 estaven aturades (36 homes i 49 dones). De les 243 persones inactives 88 estaven jubilades, 73 estaven estudiant i 82 estaven classificades com a «altres inactius».

### Ingressos
El 2009 a Janville hi havia 731 unitats fiscals que integraven 1.747,5 persones, la mediana anual d'ingressos fiscals per persona era de 17.005 €.

### Activitats econòmiques
Dels 108 establiments que hi havia el 2007, 4 eren d'empreses extractives, 3 d'empreses alimentàries, 2 d'empreses de fabricació de material elèctric, 4 d'empreses de fabricació d'altres productes industrials, 10 d'empreses de construcció, 27 d'empreses de comerç i reparació d'automòbils, 8 d'empreses de transport, 5 d'empreses d'hostatgeria i restauració, 9 d'empreses financeres, 4 d'empreses immobiliàries, 11 d'empreses de serveis, 9 d'entitats de l'administració pública i 12 d'empreses classificades com a «altres activitats de serveis».
Dels 34 establiments de servei als particulars que hi havia el 2009, 2 eren oficines d'administració d'Hisenda pública, 1 gendarmeria, 1 oficina de correu, 3 oficines bancàries, 1 funerària, 3 tallers de reparació d'automòbils i de material agrícola, 1 taller d'inspecció tècnica de vehicles, 1 autoescola, 3 paletes, 3 fusteries, 1 lampisteria, 2 electricistes, 4 perruqueries, 1 veterinari, 1 agència de treball temporal, 1 restaurant, 2 agències immobiliàries i 3 salons de bellesa.
Dels 10 establiments comercials que hi havia el 2009, 2 eren supermercats, 2 fleques, 1 una fleca, 1 una carnisseria, 1 una peixateria, 1 una botiga de roba, 1 una botiga d'electrodomèstics i 1 una joieria.
L'any 2000 a Janville hi havia 10 explotacions agrícoles.

## Equipaments sanitaris i escolars
El 2009 hi havia 1 centre de salut, 1 farmàcia i 1 ambulància.
El 2009 hi havia 1 escola maternal i 2 escoles elementals. Janville disposava d'un col·legi d'educació secundària amb 290 alumnes.

## Poblacions més properes
El següent diagrama mostra les poblacions més properes.